# Szongáj uralkodóinak listája

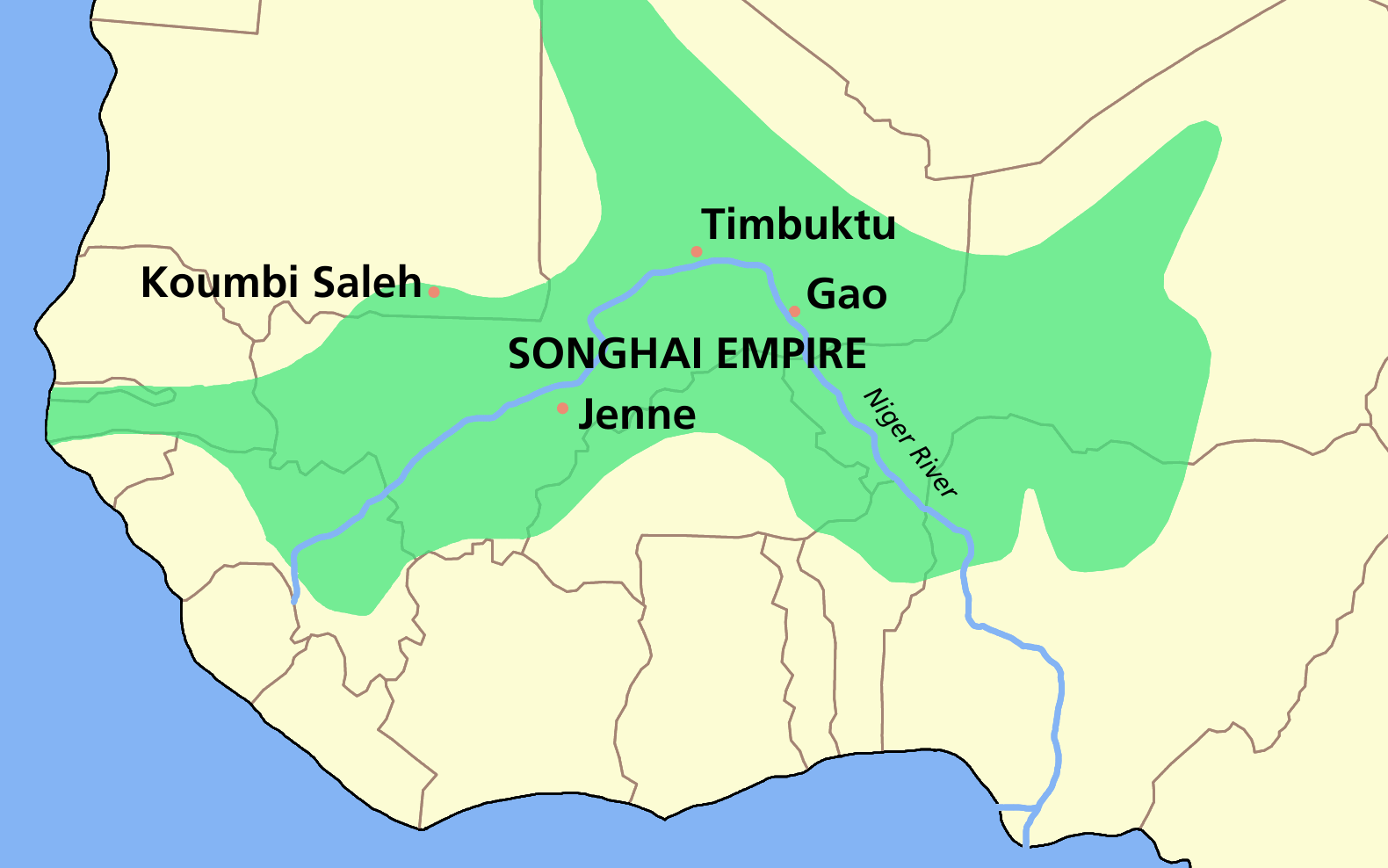
A Szongáj Birodalom 1500 körül

A Szongáj Birodalom – Mali mellett – a legnagyobb középkori nyugat-afrikai ország. 1500 körül kiterjedése elérte a 1 400 000 km²-t. 1550-re viszont lecsökkent 800 000 km²-re.

## A lista
1493-ig a Szonni-ház, attól kezdve az Aszkia-ház uralkodott.
1591-ben Marokkó hódította meg az országot. Ettől kezdve ők jelölték ki a császárt.
| Uralkodó                        | Uralkodott | Neve átírásban | Megjegyzés                            |
| ------------------------------- | ---------- | -------------- | ------------------------------------- |
| Ali                             | 1464–1492  |                |                                       |
| Baru                            | 1492–1493  |                |                                       |
| I. Mohamed                      | 1493–1529  |                |                                       |
| Músza                           | 1529–1531  |                |                                       |
| II. Mohamed                     | 1531–1537  |                |                                       |
| Izmáel                          | 1537–1539  |                |                                       |
| I. Izsák                        | 1539–1549  |                |                                       |
| Dávid                           | 1549–1582  |                |                                       |
| I. Al-Hajj                      | 1582–1586  |                |                                       |
| Mohamed Bani                    | 1586–1588  |                |                                       |
| II. Izsák                       | 1588–1592  |                | 1591: Marokkó meghódítja az országot. |
| Szulejmán                       | 1592–1604  |                |                                       |
| Hárún                           | 1604–1608  |                |                                       |
| Bakr Kanbu                      | 1608–1619  |                |                                       |
| II. Al-Hajj                     | 1619–1621  |                |                                       |
| Mohamed Bankanu                 | 1621–1635  |                |                                       |
| Ali Zali                        | 1635       |                |                                       |
| Mohamed Bankanu 2x              | 1635–1642  |                |                                       |
| III. Al-Hajj                    | 1642–1657  |                |                                       |
| II. Dávid                       | 1657–1668  |                |                                       |
| Mohamed al-Szadik               | 1668–1684  |                |                                       |
| III. Mohamed                    | 1684–1702  |                |                                       |
| Abd al-Rahmán                   | 1705–1709  |                |                                       |
| Bakr                            | 1709–1718  |                |                                       |
| Al-Mukhtar                      | 1718–1724  |                |                                       |
| 1724 és 1730 között interregnum |            |                |                                       |
| IV. Al-Hajj                     | 1730–1748  |                |                                       |
| Mahmúd                          | 1748–?     |                |                                       |